# Romolo (metropolitana di Milano)
Romolo è una stazione della linea M2 della metropolitana di Milano.

## Storia
La stazione venne inaugurata il 13 aprile 1985, come capolinea del prolungamento proveniente da Porta Genova FS.
Rimase capolinea fino al 1º novembre 1994, quando venne attivato il prolungamento per Famagosta.

## Strutture e impianti
Si tratta di una stazione sotterranea a due binari, uno per ogni senso di marcia, serviti da due banchine laterali.
La stazione è situata  all'interno del territorio del comune di Milano. Nelle sue vicinanze si registra la presenza di alcuni istituti universitari: la IULM, la SSML Carlo Bo la Domus Academy e la NABA.
La stazione si trova in corrispondenza della cintura sud di Milano. Nel giugno 2006, è stata inaugurata sulla linea di cintura sud la stazione di Milano Romolo, servita dalla linea S9 del servizio ferroviario suburbano di Milano.
Inoltre, da largo Ascari, transita la linea filoviaria circolare 90/91; due apposite rampe di scale consentono l'accesso diretto al mezzanino della stazione dalle pensiline di fermata della linea filoviaria.

## Interscambi
La fermata costituisce un importante interscambio con la stazione di Milano Romolo.
Nelle vicinanze della stazione effettuano fermata alcune linee urbane di superficie, filoviarie ed automobilistiche, gestite da ATM.
Presso l'impianto effettuano inoltre capolinea alcune linee automobilistiche interurbane, gestite da ATM e Autoguidovie.
- Stazione ferroviaria (Milano Romolo)
- Fermata filobus (Romolo M2, linee 90 e 91)
- Fermata autobus

## Servizi
La stazione dispone di:
- Accessibilità per portatori di handicap
- Ascensori
- Scale mobili
- Emettitrice automatica biglietti
- Stazione video sorvegliata

## Galleria d'immagini

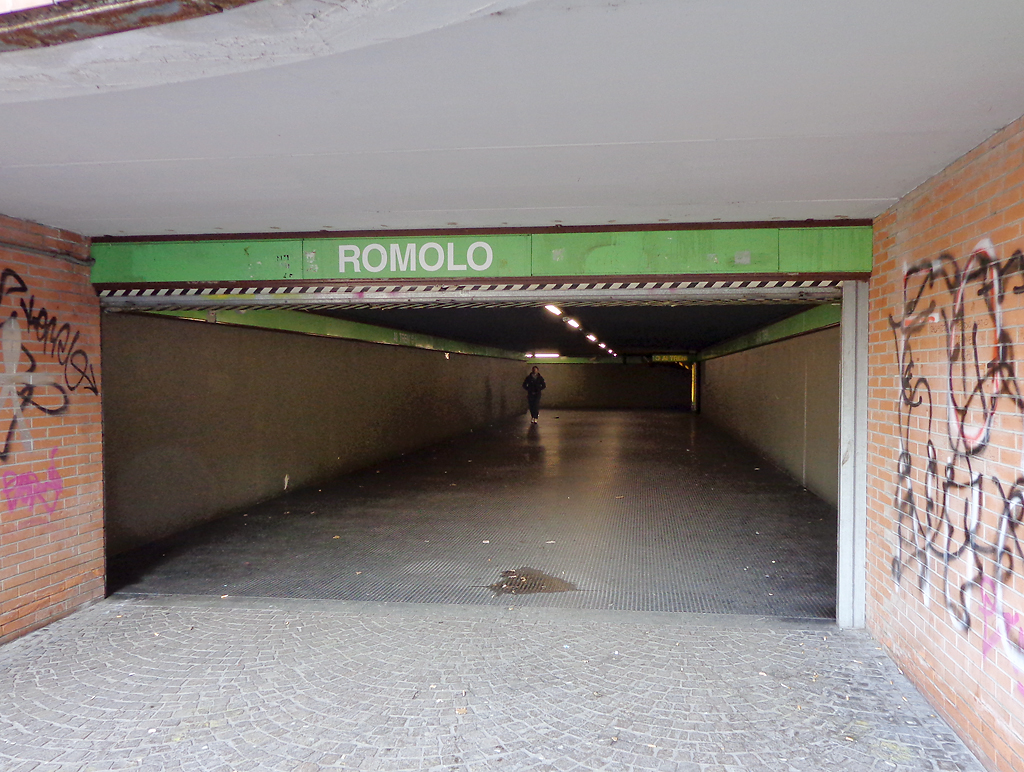
L'ingresso